# Ghost rider: El motorista fantasma
Ghost rider: El motorista fantasma és una pel·lícula de superherois sobrenatural del 2007 escrita i dirigida per Mark Steven Johnson, el director de Daredevil. Basat en el personatge del mateix nom que va aparèixer en els Còmics de Marvel, la pel·lícula és protagonitzada per Nicolas Cage com Johnny Blaze amb papers secundaris realitzats per Eva Mendes, Wes Bentley, Sam Elliott, Donal Logue, Matt Long i Peter Fonda. La pel·lícula va ser rebuda amb crítiques negatives, però va ser un èxit en la taquilla. Malgrat les seves crítiques negatives, la pel·lícula va aconseguir aconseguir un gran nombre de seguidors. Ha estat doblada al català.
La seva seqüela, Ghost rider: Esperit de venjança, va ser llançat el 17 de febrer de 2012.

## Argument
El dimoni Mefistòfil envia al seu Caça-recompenses dels condemnats, Ghost Rider, a recuperar el contracte de Sant Venjança pel control de mil ànimes corruptes. En veure que l'acord donaria a Mefistófeles el poder de portar l'infern a la Terra, el Genet es nega i escapa amb ell. En 1986, Mefistòfil s'acosta a Johnny Blaze, de 17 anys, oferint-li curar el càncer del seu pare a canvi de l'ànima de Johnny. L'endemà al matí, Johnny es desperta i descobreix que el càncer està curat, però el seu pare mor aquest mateix dia a causa de les cremades sofertes en un accident d'acrobàcia. Johnny acusa a Mefistòfil de causar la mort del seu pare, però Mefistòfil considera que la seva part del contracte s'ha complert i promet tornar a veure a Johnny.
El fill de Mefistòfil, Blackheart, ve a la Terra i cerca l'ajuda dels Ocults (tres àngels caiguts units als elements de l'aire, la terra i l'aigua) per a trobar el contracte perdut de Sant Venjança.
En 2007, Johnny s'ha convertit en un famós motociclista d'acrobàcies. Es troba amb la seva antiga núvia Roxanne Simpson, ara reportera de notícies, a qui va abandonar després de la mort del seu pare. La convenç perquè assisteixi a un sopar.
Mefistòfil converteix Johnny en el nou Ghost Rider i li ofereix retornar-li la seva ànima si derrota Blackheart. Johnny es transforma en Ghost Rider, la seva carn es desprèn del seu esquelet, i mata l'àngel de la terra Gressil. Després, utilitza la Mirada Penitent, un poder que fa que els mortals sentin tot el dolor que han causat a uns altres, abrasant la seva ànima, en un pinxo de carrer. L'endemà, es troba amb un home anomenat el Cuidador, que coneix la història de Ghost Rider. Li assegura a Johnny que el succeït va ser real i que tornarà a succeir, especialment a la nit, quan estigui prop d'una ànima maligna.
Johnny surt a buscar Roxanne, que està informant dels esdeveniments de la nit anterior en les notícies. A casa, Johnny intenta controlar el seu poder de foc. Roxanne ve a visitar-lo abans d'abandonar la ciutat, i Johnny es revela com el caça-recompenses del Diable. Poc convençuda, s'allunya incrèdula. Després d'un breu empresonament pels assassinats comesos per Blackheart, Johnny mata a l'àngel de l'aire Abigor i escapa de la policia. Torna amb el Cuidador, que li parla del seu predecessor Genet Fantasma, un Ranger de Texas que va amagar el contracte de Sant Venjança. A la seva casa, Johnny descobreix que Blackheart ha matat al seu amic Mack i ha pres a Roxanne com a ostatge, amb la intenció de matar-la si Johnny no lliura el contracte. Johnny intenta utilitzar la Miada de Penitència sobre Blackheart, però resulta ineficaç ja que Blackheart no té ànima. Blackheart ordena llavors a Johnny que recuperi el contracte i se l'emporti a Sant Venjança.
Johnny torna a veure al Cuidador, exigint el contracte per salvar a Roxanne. El Cuidador revela que està amagat dins d'una pala, i li diu a Johnny que és més poderós que els seus predecessors perquè va vendre la seva ànima per amor i no per cobdícia, abans de donar-li el contracte. El Cuidador llavors es transforma amb Blaze, revelant que el Cuidador era en realitat el Genet Fantasma. El Genet llavors porta a Johnny a Sant Venjança i li dona una escopeta de palanca abans d'acomiadar-se i, aparentment, havent-se sacsejat finalment la maledicció, s'esvaeix en la pols mentre s'allunya.
Després de matar a l'àngel de l'aigua Wallow, Johnny li dona el contracte a Blackheart. Es transforma en Ghost Rider per sotmetre a Blackheart, però queda sense poder a l'alba. Utilitzant el contracte per a absorbir les mil ànimes, Blackheart intenta acabar amb Johnny, però es distreu quan Roxanne utilitza l'escopeta rebutjada de Johnny per separar-los. Johnny dispara Blackheart amb l'escopeta, mantenint-la a les ombres per permetre-li millorar-la amb el seu poder. Mantenint el seu propi cos en l'ombra, es transforma de nou i utilitza la seva Mirada de Penitència per deixar Blackheart catatònic cremant totes les ànimes corruptes del seu interior. Mefistófeles apareix i declara que el contracte està complet, oferint-se a recuperar la maledicció de Ghost Rider. Decidit a no deixar que ningú més faci un altre tracte, Johnny declina, declarant que usarà el seu poder contra el dimoni i contra tot el mal que vingui als innocents. Enfurit, Mefistòfil jura fer pagar a Johnny i desapareix amb el cos de Blackheart. Roxanne li diu a Johnny que té la seva segona oportunitat i ho besa. Johnny s'allunya en la seva motocicleta, preparant-se per a la seva nova vida com Ghost Rider.

## Repartiment
| Actor              | Personatge                 | Descripció |
| ------------------ | -------------------------- | --- |
| Nicolas Cage       | Johnny Blaze / Ghost Rider | Un motociclista, que és enganyat per a fer un tracte amb el Diable pensant que salvarà al seu pare de la mort del càncer i posteriorment, es transforma en un caçador d'ànimes demoníac sobrenatural, l'Esperit de Venjança del Diable, el Venjador Fantasma. A mesura que continua el seu treball per a Mefistófeles, ell caça als dimonis que han escapat de l'infern i tracta de buscar una forma de com venjar-se de Mefistòfil per enganyar-lo.                                               |
| Matt Long          | Jove Johnny Blaze          | Un motociclista, que és enganyat per a fer un tracte amb el Diable pensant que salvarà al seu pare de la mort del càncer i posteriorment, es transforma en un caçador d'ànimes demoníac sobrenatural, l'Esperit de Venjança del Diable, el Venjador Fantasma. A mesura que continua el seu treball per a Mefistófeles, ell caça als dimonis que han escapat de l'infern i tracta de buscar una forma de com venjar-se de Mefistòfil per enganyar-lo.                                               |
| Eva Mendes         | Roxanne Simpson            | L'interès amorós de la infància de Johnny i actual núvia que és reportera. |
| Raquel Alessi      | Jove Roxanne Simpson       | L'interès amorós de la infància de Johnny i actual núvia que és reportera. |
| Wes Bentley        | Blackheart / Legió         | El fill il·legítim de Mefistòfil, que vol usar el Contracte de Sant Venjança per deslligar l'Infern en la Terra. |
| Sam Elliott        | Carter Slade / Cuidador    | És l'antic Venjador Fantasma del segle xix que ha estat vagant pel món en espera que Déu li d'una segona oportunitat pels seus errors passats, exerceix com el cuidador d'un cementiri i el guardià del Contracte de Sant Venjança, on també serveix d'aliat i mentor per a Johnny com el nou Venjador. |
| Donal Logue        | Mack                       | Un membre de l'equip de Johnny i el seu propi empresari. |
| Peter Fonda        | Mefistòfil / El Diable     | Un poderós dimoni, amb qui Johnny va fer un tracte, sota engany, signant un contracte per a salvar al pare d'aquest últim del càncer. No obstant això Mefistófeles provoca que el pare de Blaze mori l'endemà en un accident de motociclisme durant una acrobàcia. Mefistófeles està a la recerca del seu fill il·legítim, Blackheart, que busca enderrocar-lo. Els dos corren a la recerca del Contracte de Sant Venjança, un misteriós i fosc contracte que conté a més de 1000 ànimes maleïdes. |
| Brett Cullen       | Barton Blaze               | El mort pare de Johnny i expilot de motociclisme. |
| David Roberts      | Jack Dolan                 | Un capità de la policia. |
| Laurence Breuls    | Gressil                    | Un àngel caigut amb poders terrestres i un dels sequaços de Blackheart. |
| Daniel Frederiksen | Wallow                     | Un àngel caigut amb poders a base de l'aigua i un dels sequaços de Blackheart. |
| Mathew Wilkinson   | Abigor                     | Un àngel caigut amb poders basats en l'aire i un dels sequaços de Blackheart |
| Rebel Wilson       | jove al carreró            | |

## Producció
Al maig de 2000 al Festival Internacional de Cinema de Canes, Marvel Comics va anunciar un acord amb Crystal Sky Entertainment per a una pel·lícula de Ghost Rider amb l'actor Jon Voight com a productor adjunt. La producció estava programada per a començar a principis de 2001 amb un pressupost de $ 75 milions, i l'actor Johnny Depp va expressar interès en el paper principal.
Al juliol de 2000 Stax de IGN va revisar un esborrany del guió de Ghost Rider escrit per David Goyer. La versió del script es troba a Louisiana. Stax va considerar que la revisió era complicada, i va suggerir que Goyer reescrivís la trama i el desenvolupament dels personatges.
El mes d'agost següent, Dimension Films es va unir amb Crystal Sky per a co-finançar la pel·lícula, que seria escrita per David S. Goyer i dirigida per Stephen Norrington. Al juny de 2001, l'actor Nicolas Cage va entrar en negociacions per a representar el paper principal de Ghost Rider, i al juliol, havia tancat un acord amb l'estudi. Segons el productor Steven Paul, Cage s'havia assabentat que Depp era una possibilitat per al paper i va contactar amb el director per a expressar el seu interès propi, sent un fan àvid de Ghost Rider.
A l'agost de l'any següent, Norrington va abandonar el projecte degut a problemes d'agenda, deixant a filmar la pel·lícula d'acció Tick Tock protagonitzada per Jennifer López. Cage finalment va abandonar el projecte també. Al maig de 2002, l'estudi Columbia Pictures va tractar d'adquirir drets sobre la pel·lícula de Turnaround de Dimension Films després de l'èxit de Spider-Man. A l'abril de 2003, en virtut de Columbia Pictures, el director Mark Steven Johnson es va fer càrrec de Ghost Rider amb Cage com a protagonista. Tots dos havien estat atrets per un guió escrit pel guionista Shane Salern. Johnson, reescriure el guió de Salern, estava a punt de començar la producció de Ghost Rider a la fi de 2003 o principis de 2004. Amb la producció retardada fins a octubre de 2003, Cage va prendre un permís d'absència temporal per a filmar The Weather Man. La producció de Ghost Rider estava temptativament programada per a començar al maig o juny de 2004.
Ghost Rider s'havia retardat una altra vegada per a començar a la fi de 2004, però la falta d'un guió viable va continuar retardant la producció. Al gener de 2005, l'actor Wes Bentley va ser triat com el vilà Blackheart, després d'haver substituït a Johnson per Colin Farrell, que havia treballat amb el director a Daredevil. L'actriu Eva Mendes va ser triada també com Roxanne Simpson. El 14 de febrer de 2005, Ghost Rider va començar el rodatge a Austràlia al Melbourne Docklands Film Studio. Després, al març de 2005, l'actor Peter Fonda (protagonista d'Easy Rider) va ser triat com el vilà Mefistòfil. Johnson havia previst inicialment una audiència al Telstra Dome per la pel·lícula, però en canvi va optar per crear una multitud utilitzant imatges generades per ordinador. El director també va rodar la pel·lícula al Motorway District de Melbourne. Al juny de 2005, el rodatge s'havia acabat per Ghost Rider, fixant-se un comunicat per a l'estiu de 2006. A l'abril de 2006, el repartiment i l'equip va realitzar re-enregistraments d'última hora en Vancouver. Ghost Rider va ser originalment programada per al seu llançament el 4 d'agost de 2006, però la data va ser traslladada tres setmanes abans, al 14 de juliol de 2006. Sony va canviar la data del llançament de la pel·lícula una vegada més al 16 de febrer de 2007 per a ajudar a alleujar a l'estudi del ple de gom a gom calendari de 2006.

## Banda sonora
Al desembre de 2005, el compositor musical Christopher Young va ser designat per a compondre la banda sonora musical de la pel·lícula Ghost Rider. A més, la banda Spiderbait, amb la qual va fer bones amistats Johnson durant les preses realitzades a Austràlia, va ser designada per a la música dels crèdits finals, "Ghost Riders in the Sky".

## Estrena

### Promoció
- Al maig de 2005, Sony Pictures va llançar el lloc web oficial de Ghost Rider.[11]
- El mes de juliol, l'estudi va presentar un panell de Ghost Rider en el Comic-Amb International i va projectar un curt per al públic.[12] El teaser, que no havia aglutinat totes les imatges de la pel·lícula, amb el temps es va filtrar a Internet.[13] En el mateix mes, Majesco Entertainment Company va anunciar el seu acord amb Marvel per a adquirir els drets mundials i produir el videojoc Ghost Rider per a PS2, PSP i consoles Game Boy Advance.[14]
- Al desembre de 2005, l'estudi presenta un primer cop d'ull de Ghost Rider en una peça de material d'arxiu de deu segons en el lloc oficial.[15]
- A l'abril de 2006, Sideshow Collectibles va anunciar la venda d'una maqueta de Ghost Rider basat en el concepte d'art de la pel·lícula.[16]
- El mes de maig següent, tràilers nacionals i internacionals de Ghost Rider es van llançar a Apple.[17]
- Ghost Rider també va ser projectat en un anunci publicitari de Jackson Hewitt Tax Services en el qual el personatge presentava els seus formularis d'impostos per a rebre un xec de reemborsament ràpid.
- Sony Pictures Home Entertainment va llançar la pel·lícula el 12 de juny de 2007 a través d'un DVD, dos discos Extended Cut DVD, un disc Blu-ray i un UMD. Les característiques especials de la versió ampliada en DVD inclouen dues pistes de comentaris, una petita història del còmic i algunes preses de la cinta.[18]

### Recepció
Ghost Rider ha rebut comentaris negatius dels crítics. En Rotten Tomatoes, Ghost Rider té una aprovació de 27% del total dels 131 comentaris de la premsa amb el consens crític que diu: "Ghost Rider és una mescla àcida d'histrionisme trist, jocs de paraules i el diàleg Hammy". Els resultats es reflecteixen en opinions Metacritic, així, mostrant un rànquing de 35 dels 100 basat en 20 opinions crítiques. A més, Michael Ordona de Los Angeles Times i Jeannette Catsoulis del New York Times van expressar la seva decepció per la pel·lícula, amb Ordona citant les "referències satàniques" i "judici" elements de caràcter de Cage, i Catsoulis denota com Johnny Blaze és "més divertit que aterridor". Encara que Eric Alt del Chicago Tribune va elogiar els efectes generats per ordinador de la pel·lícula, també la va criticar, qualificant-la com una "excursió maldestra i sense vida".

### Taquilla
Ghost Rider es va estrenar comercialment als Estats Units el 16 de febrer de 2007 i va obtenir una bona recaptació durant el seu primer cap de setmana. En el seu primer dia en cartellera, va ingressar 15.420.123 dòlars, mentre que al llarg dels seus tres primers dies va aconseguir 45.388.836 dòlars. Aprofitant el cap de setmana llarg del Dia del President, la pel·lícula va arribar als 52.022.908 dòlars en els seus primers quatre dies, amb una mitjana de 14.374 dòlars per sala en 3.619 sales de cinema.
A nivell mundial, Ghost Rider va recaptar un total de 228.738.393 dòlars, dels quals 115.802.596 dòlars provenien del mercat estatunidenc. Aquest èxit comercial la va situar entre les pel·lícules més taquilleres de l’any i va contribuir al desenvolupament d’una seqüela, Ghost Rider: Spirit of Vengeance, estrenada el 2012.

## Nominacions
La pel·lícula va ser nominada a un Premi Razzie per Nicolàs Cage com a Golden Raspberry Award al pitjor actor. Tanmateix, la pel·lícula també va ser nominada al Millor pel·lícula de terror als Premis Saturn.